# Landesliga (WFV)
Die Landesliga war von 1949 bis 1956 die dritthöchste deutsche Fußballklasse in Westdeutschland.
Im Bereich des Westdeutschen Fußballverbandes (WFV) wurde 1947 die Oberliga West als neue höchste Spielklasse eingeführt. Als Unterbau folgte 1949 die 2. Liga West, die zunächst zweigleisig war. Die dritte Spielklasse war die Landesliga, die in mehrere Staffeln unterteilt war. 1949 waren dies zunächst Niederrhein I und II, Mittelrhein sowie Westfalen I und II. 1955 existierten insgesamt zehn Landesligen im Bereich des WFV.
1956 wurde die Landesliga durch die Verbandsliga als dritthöchste Spielklasse ersetzt. Diese war aufgeteilt in Niederrhein, Mittelrhein sowie Westfalen I und II.